# Mao Zetan
Máo Zétán (毛泽覃, também chamado de Máo Zélín 毛泽淋, primeiro nome de cortesia Yǒngjú 咏菊, depois Rùnjú 润菊) (Shaoshan, 25 de setembro de 1905 - Jiangxi, 25 de abril de 1935) foi o mais jovem dos dois irmãos de Mao Tse-tung. Ele ingressou no Partido Comunista da China em 1923. Em 1927, participou da Revolta de Nanchang, retirando-se com os comunistas passando pelas Montanhas Jinggang em sua conclusão. Aos 29 anos de idade, foi capturado e executado enquanto lutava contra as forças do Kuomintang no Soviete de Jiangxi, abrangendo a retirada do principal exército comunista durante a Longa Marcha.